# 마리아 브라운의 결혼
《마리아 브라운의 결혼》(독일어: Die Ehe der Maria Braun)은 1978년 제작된 서독의 드라마 영화이다. 라이너 베르너 파스빈더가 감독과 공동각본을 맡았다. 영화 《베로니카 포스의 갈망》과 영화 《롤라》와 함께 파스빈더 감독의 BRD 삼부작 중 하나이다.